# Mezőalbisitelep
Mezőalbisitelep vagy Belsőtelep (románul: Fundătura) falu Romániában, Maros megyében, Erdélyben. Közigazgatásilag Marosludashoz tartozik.

## Fekvése
A Mezőség déli részén fekszik, Maros megye nyugati határához közel, Marosludastól 5 km-re északnyugatra.